# Estação Ferroviária de Barroselas
A estação ferroviária de Barroselas (nome anteriormente grafado ora como "Barrosellas" ou "Barrozellas"), é uma interface da Linha do Minho, que serve a freguesia de Barroselas, em Portugal.

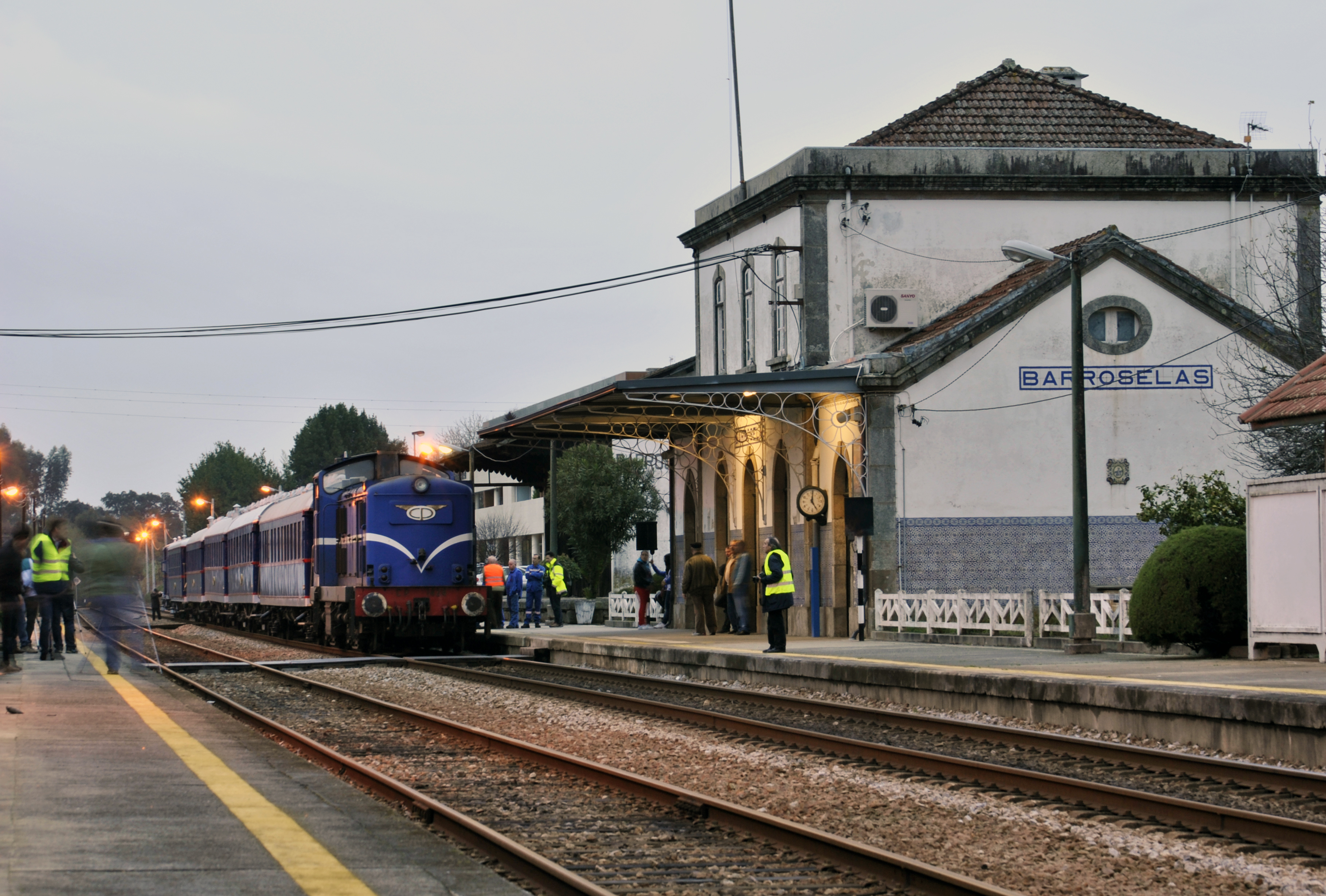
Comboio presidencial a passar pela estação de Barroselas, em 2012.

## Descrição

### Localização e acessos
Situa-se no Largo da Estação, no perímetro urbano da localidade nominal, junto ao entroncamento da EN305-1 com a ER308.

### Infraestrutura
Esta interface apresenta duas vias de circulação, identificadas como I e II, ambas com 750 m de extensão e acessíveis por plataforma — cada uma com de 177 m de comprimento e 685 mm de altura em toda a sua extensão exceto numa secção de 80 m com de alturas de 300 e 350 mm, respetivamente. O edifício de passageiros situa-se do lado norte da via (lado direito do sentido ascendente, a Monção).

### Serviços
Esta interface é servida por comboios Regionais, Intercidades e Interregionais da transportadora Comboios de Portugal.

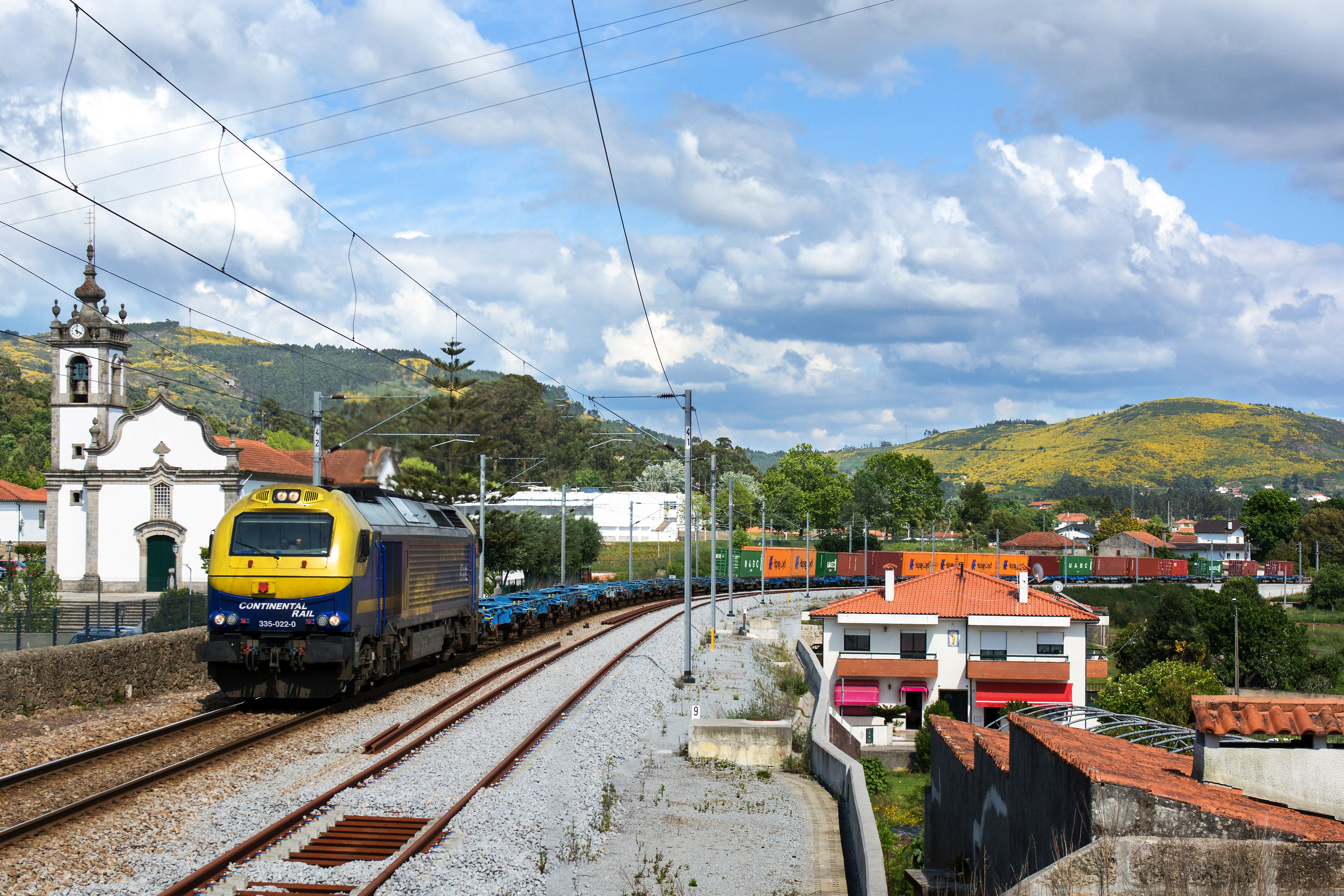
Comboio de mercadorias a passar pela estação de Barroselas, em 2021.

## História
Esta interface insere-se no lanço da Linha do Minho entre Barcelos e Darque, que foi aberto à exploração em 24 de Fevereiro de 1878. A estação surge com o nome de Barrozellas num aviso de 25 de Abril de 1890, publicado no jornal A República, e como Barrosellas num aviso de 8 de Julho de 1902, publicado na Gazeta dos Caminhos de Ferro.
No XI Concurso das Estações Floridas, organizado em 1952 pela C.P. e pela Repartição de Turismo do Secretariado Nacional de Informação, a estação recebeu uma menção honrosa, sendo então o chefe de estação João Augusto Azevedo dos Santos. Na XIII edição do concurso, em 1954, a estação foi premiada com uma menção honrosa especial.
Em Outubro de 2009, o candidato do Partido Socialista à Câmara de Viana do Castelo, José Maria Costa, fez uma viagem de comboio entre esta estação e Viana do Castelo como parte da sua campanha, onde mostrou o seu empenho no desenvolvimento dos transportes públicos, em especial a modernização da Linha do Minho.
Em 2010, esta interface contava com duas vias de circulação, tendo ambas 468 m de comprimento; são servidas por duas plataformas, ambas com 35 cm de altura e 223 m de extensão — valores mais tarde alterados para os atuais.

Em Junho de 2019, a operadora Comboios de Portugal declarou que os comboios Intercidades de Lisboa a Viana do Castelo iriam ter início em 14 de Julho desse ano, servindo igualmente esta estação e Barcelos. Como previsto, os comboios Intercidades até Viana do Castelo iniciaram-se em 14 de Julho, incluindo desde logo a paragem nesta estação.